# Skogsguldstekel
Skogsguldstekel (Chrysis solida) är en stekelart som beskrevs av Haupt 1956. Chrysis solida ingår i släktet eldguldsteklar (Chrysis) och familjen guldsteklar (Chrysididae). Arten är reproducerande i Sverige.